# 贺诚 (中将)
贺诚（1901年11月—1992年11月8日），原名贺宗霖，字润之。四川三台人，中国人民解放军中将，中华人民共和国军事将领。

## 生平

### 早期经历
贺诚毕业于三台县城的潼川中学。1922年，考入北京医学专门学校（后北京大学医学院），1925年，加入中国共产党。次年毕业，被中共组织派往广州，在国民革命军中做医务工作，参加了北伐战争。1927年，随国民革命军第四军教导团从武汉到广州后，任第四军军医处主任；12月参加广州暴动，任工农革命军第四师军医处处长。失败后，随部队转战广东海陆丰地区，兼任东江工农民主政府卫生处长。1928年，抵达上海，开办“达生医院”掩护中共中央机关的安全，做地下工作。1930年初，抵达武汉开办“华中大药房”，作为中共中央军委长江五省总交通站。
1931年初，贺诚进入中央苏区，任中共中央军委总军医处处长；9月，任红军总医院政治委员。1932年10月任中共中央军委总卫生部部长兼政治委员，后兼任中华苏维埃共和国临时中央政府卫生管理局局长。他创办红军卫生学校并任校长，后参加中央苏区第二次至第五次反围剿战役。1934年10月，参加长征，并创建中国工农红军军医学校。

### 抗日战争与第二次国共内战时期
1937年6月护送王稼祥去苏联莫斯科治病，先后入苏共中央民族殖民地学院、共产国际远东局党校、苏联中央医师进修学院学习。1941年，经蒙古人民共和国回国，因太平洋战争爆发，被羁留在乌兰巴托，从事医务工作谋生。
1945年7月，在苏联第17集团军做情报资料翻译工作。同年10月，回到国内。1946年，历任东北民主联军后勤部副部长兼卫生部部长、政治委员，东北人民政府卫生部部长。1947年，任东北军区后勤司令部副司令员兼卫生部部长、政治委员，成功扑灭西满地区鼠疫。

### 中华人民共和国时期
中华人民共和国成立后，历任中共中央军委总后勤部副部长兼卫生部部长，中央人民政府卫生部副部长。1951年，提议创建中国军事医学科学院，并获得批准，主持科研方针与规划。1950年，卫生部开始对中国医药局面进行改革，开始在全国范围内推广西医、限制中医。此事引起了中医界的抗议，促使毛泽东于1953年12月表态，调和中医西医界矛盾，贺诚被免除中央军委的卫生部部长兼职。1955年3月，中共中央发出《关于宣传唯物主义思想批判资产阶级唯心主义思想的指示》，形成在各个学术领域的文化批斗，贺诚因对中医的反对态度，被卷入批斗。同年被撤销卫生部副部长职务。1956年，进入中共中央党校学习。1958年被授予中将军衔。4月任军事医学科学院院长。1962年，被授予一级八一勋章、二级独立自由勋章、一级解放勋章。1963年被迫离休。
文化大革命期间，1966年8月，邱会作私立专案，亲自部署揪斗贺诚。1968年，批斗升级，以“里通外国”的罪名抄家，但经刘伯承、陈毅、王稼祥等过问，得以保全，贺诚被遣送到太原北郊土堂村。1975年，平反昭雪，出任中国人民解放军总后勤部第一副部长。1977年8月，当选中共第十一届中央委员。是第四、五届全国政协委员。
1992年11月8日，因病在北京逝世。

## 相关
- 1949年张家口鼠疫
- 废除中医运动